# Nocher
Nocher (en luxemburguès: Nacher; en alemany: Nocher) és una vila i capital de la comuna de Goesdorf situada al districte de Diekirch del cantó de Wiltz. Està a uns 39 km de distància de la ciutat de Luxemburg.